# (25617) Thomasnesch
(25617) Thomasnesch ist ein Asteroid im Asteroidengürtel. Er wurde am 3. Januar 2000 im Rahmen des LINEAR-Projekts in Socorro entdeckt. Seine Bahn hat eine große Halbachse von 3,1 AE (4,6 × 1011 m).